# Jewgienij Migunow
Jewgienij Tichonowicz Migunow (ros. Евге́ний Ти́хонович Мигуно́в; ur. 27 lutego 1921, zm. 1 stycznia 2004) – radziecki animator, rysownik, karykaturzysta, artysta fantastyczny i scenograf animacji oraz reżyser filmów animowanych. Odznaczony Orderem Wojny Ojczyźnianej II klasy.

## Życiorys
W 1939 roku wstąpił na wydział animacji WGIKa. Uczestnik II wojny światowej. W 1943 roku ukończył WGIK i dostał się do studia Sojuzmultfilm. Pracował jako dyrektor artystyczny (do 1946 roku  razem z Anatolijem Sazonowem) w grupach Iwana Iwanowa-Wano, Aleksandra Iwanowa, siostrami Zinaidą i Walentyną Brumberg, Mstisławem Paszczenko, Władimirem Sutiejewem, Leonidem Amalrikiem oraz Władimirem Połkownikowem. W 1954 roku zadebiutował jako reżyser.

## Wybrana filmografia

### Reżyseria
- 1954: Weseli łowcy
- 1955: Co to za ptak?

### Dyrektor artystyczny
- 1945: Zaginione pismo
- 1947: Wesoły ogródek
- 1948: Mistrz narciarski
- 1948: Słoń i mrówka
- 1950: Niedźwiedź Dreptak i jego wnuczek
- 1950: Gdy na choinkach zapalają się ognie
- 1951: Leśni podróżnicy
- 1953: Magiczne zabawki
- 1955: Co to za ptak?